# Test dei ranghi equivalenti di Moses
Il test dei ranghi equivalenti di Moses (in inglese Moses rank-like test)
è un test non parametrico che verifica, in presenza di misurazioni fatte su scala a intervalli, se due campioni statistici provengono da due popolazioni con la stessa varianza e mediana o media anche differenti.

## Test alternativi
- Test di Siegel-Tukey, che non richiede una scala ad intervalli ma si accontenta di una variabile ordinale, però ipotizza che le mediane siano uguali.
- test F, che quando verifica le stesse ipotesi (varianza uguale e media anche diversa) è molto sensibile a violazioni sul postulato di distribuzione gaussiana.